# Eupetomena macroura
Il colibrì coda di rondine o colibrì codadirondine  (Eupetomena macroura (J.F.Gmelin, 1788)) è un uccello della famiglia Trochilidae.

## Descrizione

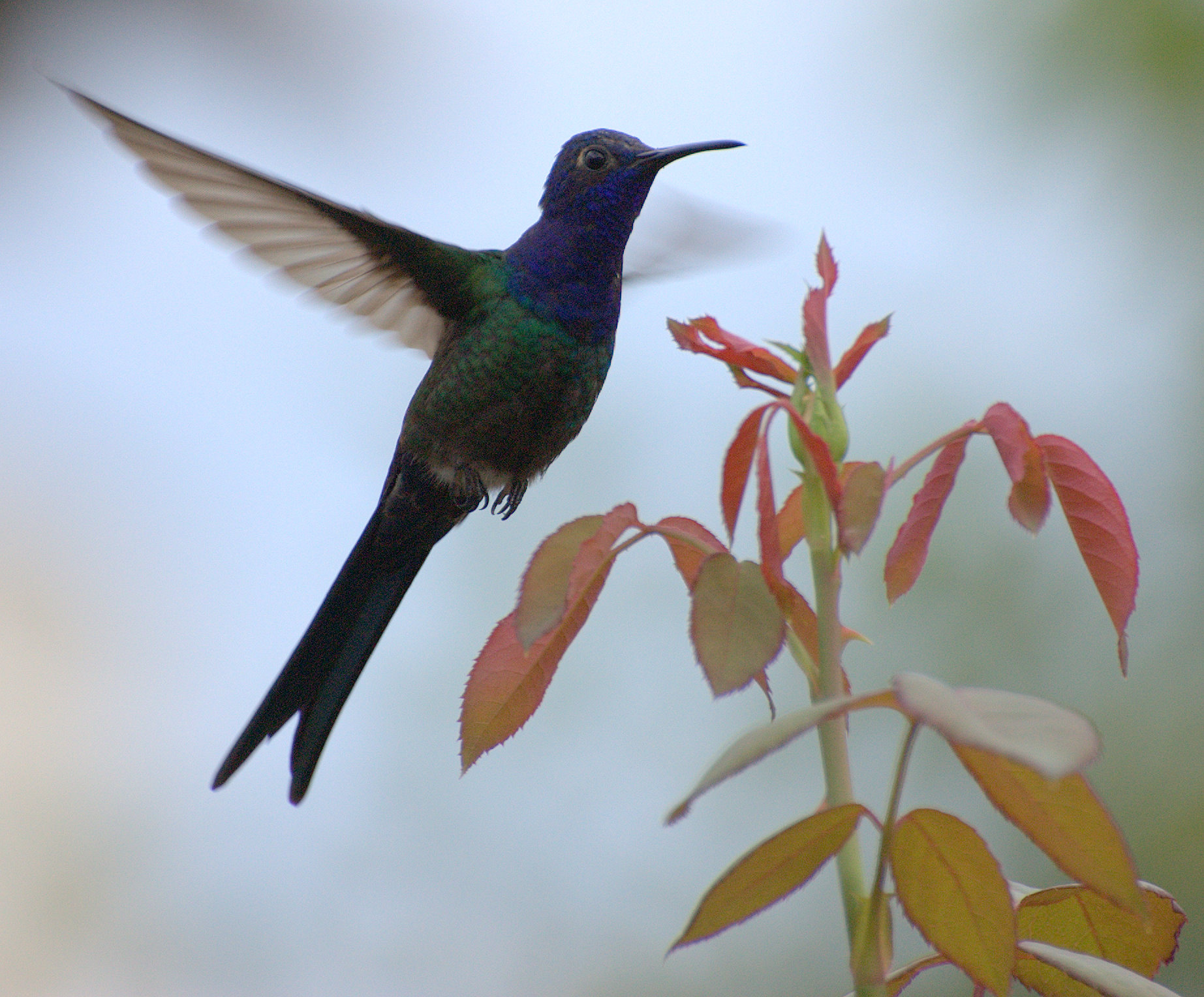
Maschio in volo

È un colibrì di media taglia, lungo 14,5–17,5 cm (di cui circa 2 cm spettano al becco, e 7–9 cm alla  coda); il peso è di 8–9,5 g nei maschi, 6–7 g nelle femmine.

## Biologia
È una specie prevalentemente nettarivora che si nutre del nettare di numerose specie di angiosperme tra cui Leguminosae e Malvaceae (p.es. Pavonia spp., Hibiscus spp.).

## Distribuzione e habitat
La specie è diffusa in Suriname, Guyana francese, Brasile, Perù, Bolivia,    Paraguay e Argentina settentrionale.

## Tassonomia
Sono note le seguenti sottospecie:
- Eupetomena macroura macroura (J.F.Gmelin, 1788)
- Eupetomena macroura simoni Hellmayr, 1929
- Eupetomena macroura cyanoviridis Grantsau, 1988
- Eupetomena macroura hirundo Gould, 1875
- Eupetomena macroura boliviana J.T.Zimmer, 1950